# سياسة السودان

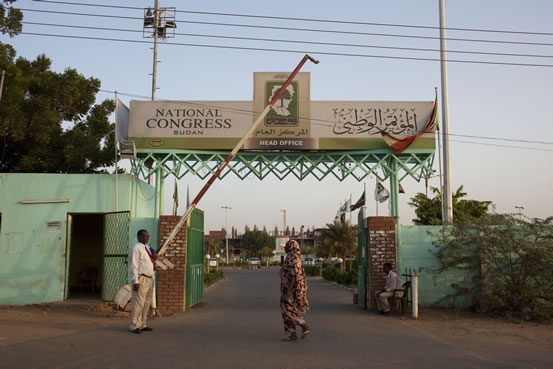
مقر حزب المؤتمر الوطني.

تقوم سياسة السودان في إطار جمهوري رئاسي ذو ديموقراطية تمثيلية توافقية، حيث يكون الرئيس السوداني هو رئيس الدولة ورئيس الحكومة والقائد الأعلى للقوات المسلحة السودانية في نظام متعدد الأحزاب. تناط السلطة التشريعية بين كل من الحكومة والمجلس التشريعي السوداني بمجلسيه: المجلس الوطني السوداني ومجلس الولايات السوداني، فيما تعتبر السلطة القضائية مستقلة تحت سيطرة المحكمة الدستورية.
في أعقاب الحرب الأهلية السودانية الثانية التي لا تزال مستمرة في دارفور، تم الاعتراف على نطاق واسع بالسودان كدولة شمولية حيث احتلت كل السلط السياسية الشمولية من قبل الرئيس عمر البشير وحزبه الوطني.
تم اعتماد سياسة السودان علي مبادي دستور 2005، المبني علي اسس دستور 1998، وذلك في اطار اتفاقية السلام الشامل لعام2005 والتي انهت أطول حرب اهلية بين شمال وجنوب السودان.
في 11 أبريل 2019، تم خلع البشير وحل حزبه الوطني في انقلاب عسكري. حاليا يقود حكومة السودان «المجلس العسكري الانتقالي» تحت قيادة عبد الفتاح عبد الرحمن البرهان منذ 12 أبريل 2019.